# ADO Den Haag
ADO Den Haag er en hollandsk fodboldklub fra regeringsbyen Haag. Klubben spiller i den bedste række, Æresdivisionen, hvortil de senest rykkede op i 2008. ADO Den Haag blev stiftet den 1. februar 1905 og spiller sine hjemmekampe på Den Haag Stadion.
ADO Den Haag har to gange, i 1942 og 1943 sikret sig det hollandske mesterskab og to gange, i 1968 og 1975 har man vundet landets pokalturnering.

## Titler
- Hollandske mesterskaber (2): 1942 og 1943

- Hollandske pokaltitler (2): 1968 og 1975

## Kendte spillere
- Dick Advocaat
- Martin Jol
- Michael Mols
- Stefan Postma
- Ricardo Kishna
- Michael Mols
- Andres Oper
- Ebi Smolarek

## Danske spillere
- Jesper Håkansson
- Niels-Christian Holmstrøm
- Mathias Gehrt
- Thomas Kristensen
- Martin Hansen